# Northia seychellana
Northia seychellana là một loài thực vật có hoa trong họ Hồng xiêm. Loài này được Hook.f. mô tả khoa học đầu tiên năm 1884.